# تارا (بوذية)

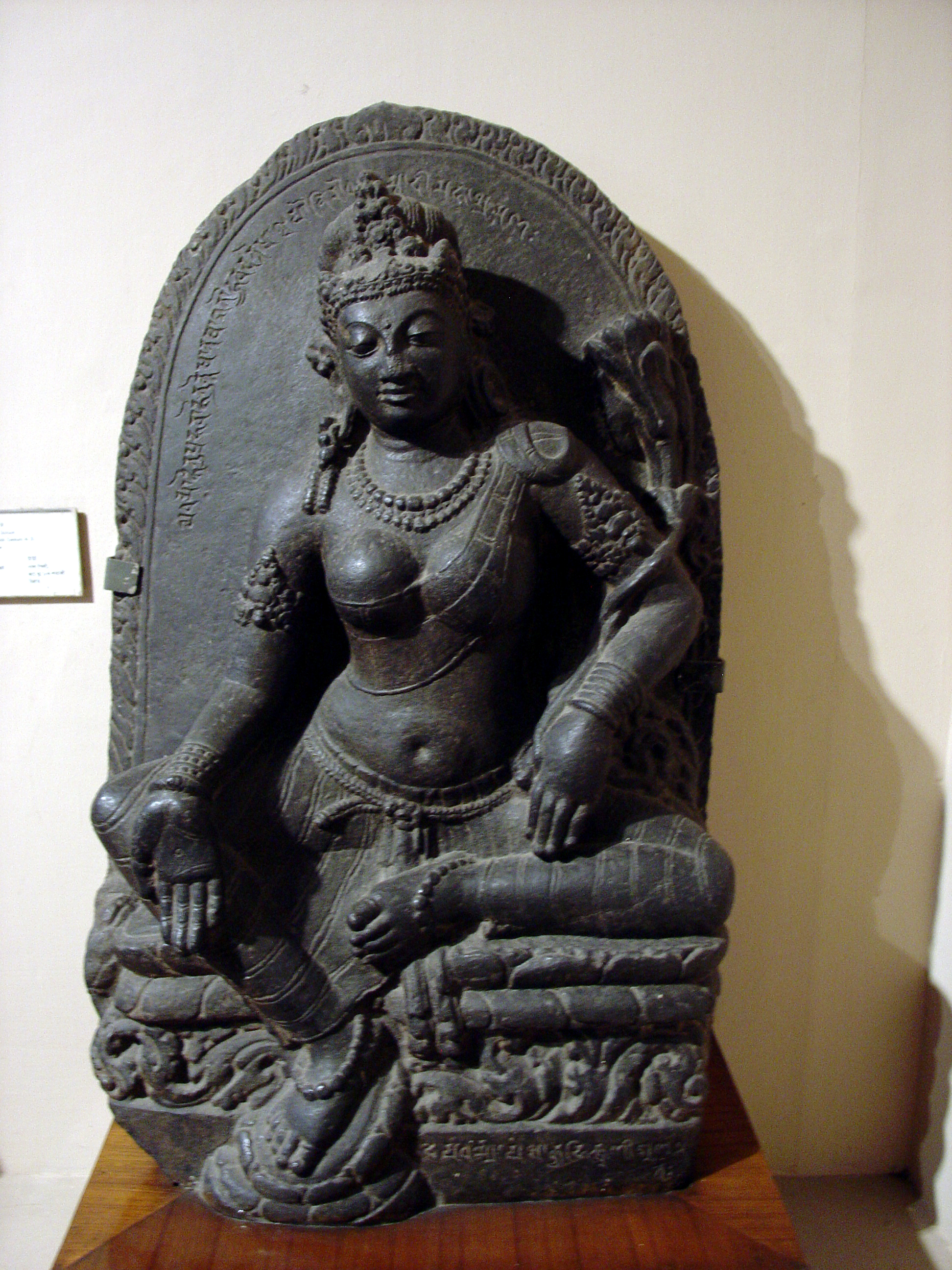
تمثال لتارا من القرن العاشر في بيهار في الهند

تارا (بالسنسكريتية: तारा)‏ وعرفت أيضاً باسم أريا تارا و شاياما تارا و جيتسون دولما في التبت و دولو بوسا (بالصينية: 多羅菩薩) في الصين واليابان، هي إلهة بوداسف بوذية، تعرف بكونها بوذا أنثى في مذهب فاجرايانا. تعرف بكونها والدة التحرر وتمثل الفضيلة في العمل والإنجازات. تتواجد طائفتها بشكل كثيف في التبت ويتم عبادتها والتأمل بها بالكارونا (العطف) وميتا (الحب أو الطيبة) وسونياتا (الفراغ).